# Паркер, Франсис
Франсис (Френсис) Уэйленд Паркер (англ. Francis Wayland Parker;  9 октября 1837, Хилсборо, Нью-Гэмпшир – 2 марта 1902, Пасс-Крисчиан, Гаррисон, Миссисипи) – американский педагог, пионер прогрессивного школьного движения в США

## Биография
С 16 лет преподавал в сельской начальной школе. В 1865-1871 годах – директор школ в Манчестере и Дейтоне. 
В 1875-1880 годах работал суперинтендантом округа Куинси (штат Массачусетс). В своей педагогической деятельности боролся с формализмом в обучении, старался поставить ребёнка в центр педагогического процесса, связать содержание учебных предметов с окружающей жизнью.
В 1883-1889 годах руководил нормальной школой в Чикаго. В 1899 году стал директором Чикагского педагогического института, представлявшего собой экспериментальный педагогический центр, который в 1901 году влился в педагогический факультет Чикагского университета. Руководимая им нормальная школа стала своеобразной лабораторией университета. Деятельностью школы впоследствии руководил Дж. Дьюи, испытавший сильное влияние идей Ф. Паркера.
Считал, что образование должно включать в себя всестороннее развитие личности — умственное, физическое и нравственное. Философ Джон Дьюи назвал его «отцом прогрессивного образования». 
Работал над созданием учебной программы , ориентированной на ребёнка в целом и его сильный языковой фон. Был противником стандартизации, изолированного обучения и зубрежки . Показал, что образование заключается не только в том, чтобы втиснуть информацию в головы учащихся, но и в том, чтобы научить их думать самостоятельно и стать независимыми людьми.

## Избранные труды
- “Talks on Teaching” (New York, 1883);
- “The Practical Teacher” (1884);
- “Course in Arithmetic” (1884);
- “How to Teach Geography” (1885).